# Smilax pinfaensis
Smilax pinfaensis är en enhjärtbladig växtart som beskrevs av Augustin Abel Hector Léveillé och Eugène Vaniot. Smilax pinfaensis ingår i släktet Smilax och familjen Smilacaceae. Inga underarter finns listade.